# 1972 en informatique
1971 en informatique - 1972 - 1973 en informatique
Cet article présente les principaux évènements de 1972 dans le domaine informatique

## Inventions
- Sécurité informatique : Stephen Cook et Karp formulent la notion de NP-complétude, et de théorie de la complexité
- Brian Kernighan et Dennis Ritchie inventent le langage C

- UNIX est codé en Langage B par Kenneth Thompson

- Naissance du langage Prolog

- Naissance de la disquette de 8 pouces.

- Ray Tomlinson invente la messagerie électronique et envoie le premier courriel sur ARPAnet[1]

## Prix
Edsger Dijkstra reçoit le Prix Turing pour ses travaux sur la science et l’art des langages de programmation et le langage ALGOL

## Sociétés
- Création de la société SAP AG